# Vilma
Vilma is een geslacht van rechtvleugeligen uit de familie doornsprinkhanen (Tetrigidae). De wetenschappelijke naam van dit geslacht is voor het eerst geldig gepubliceerd in 1973 door Steinmann.

## Soorten
Het geslacht Vilma  is monotypisch en omvat slechts de volgende soort:
- Vilma willemsei (Günther, 1937)